# Snåsa
Snåsa (en sami meridional: Snåase) és un municipi situat al comtat de Trøndelag, Noruega. Té 2,172 habitants i té una superfície de 2,342.66 km². Snåsa és un dels últims municipi on encara hi ha parlants de sami meridional, idioma en perill d'extinció.
Snåsa es troba a 180 quilòmetres al nord-est de la ciutat de Trondheim. Limita amb Suècia al sud-est, amb els municipis d'Overhalla, Grong i Lierne al nord i a l'est, i amb Steinkjer i Verdal a l'oest i al sud. El sisè llac més gran del país, Snåsavatnet, està parcialment ubicat al municipi. El Parc Nacional de Blåfjella-Skjækerfjella cobreix gran part de la zona oriental del municipi.
La ruta europea E06 travessa el municipi per la riba nord del llac Snåsavatnet i la línia ferroviària de la Línia de Nordland transcorre al llarg de la riba sud del llac. El tren para a l'estació de Snåsa Jørstad.
L'escut del municipi té una tija amb flor de Sabatetes de la mare de déu (Cypripedium calceolus), espècie de la flora.